# Caturiges
Les Caturiges étaient un petit peuple celte, dont le territoire alpin se situait dans la vallée de la Durance. Leur capitale (oppidum) était Eburodunum, situé à l’emplacement de l’actuelle ville d’Embrun.
L’ethnonyme signifie les « rois du combat ». Selon Venceslas Kruta, ils étaient clients des Voconces dont ils étaient voisins.
Mêlés à une population ligure antérieure, ils habitent une partie importante du sud de l'actuel département des Hautes-Alpes. Outre les toponymes celtiques que l'on retrouve de nos jours dans cette région, ils ont un grand nombre d'objets qui sont aujourd'hui exposés dans les musées de la région.

## Origines

### Les Ligures: ancêtres des Caturiges

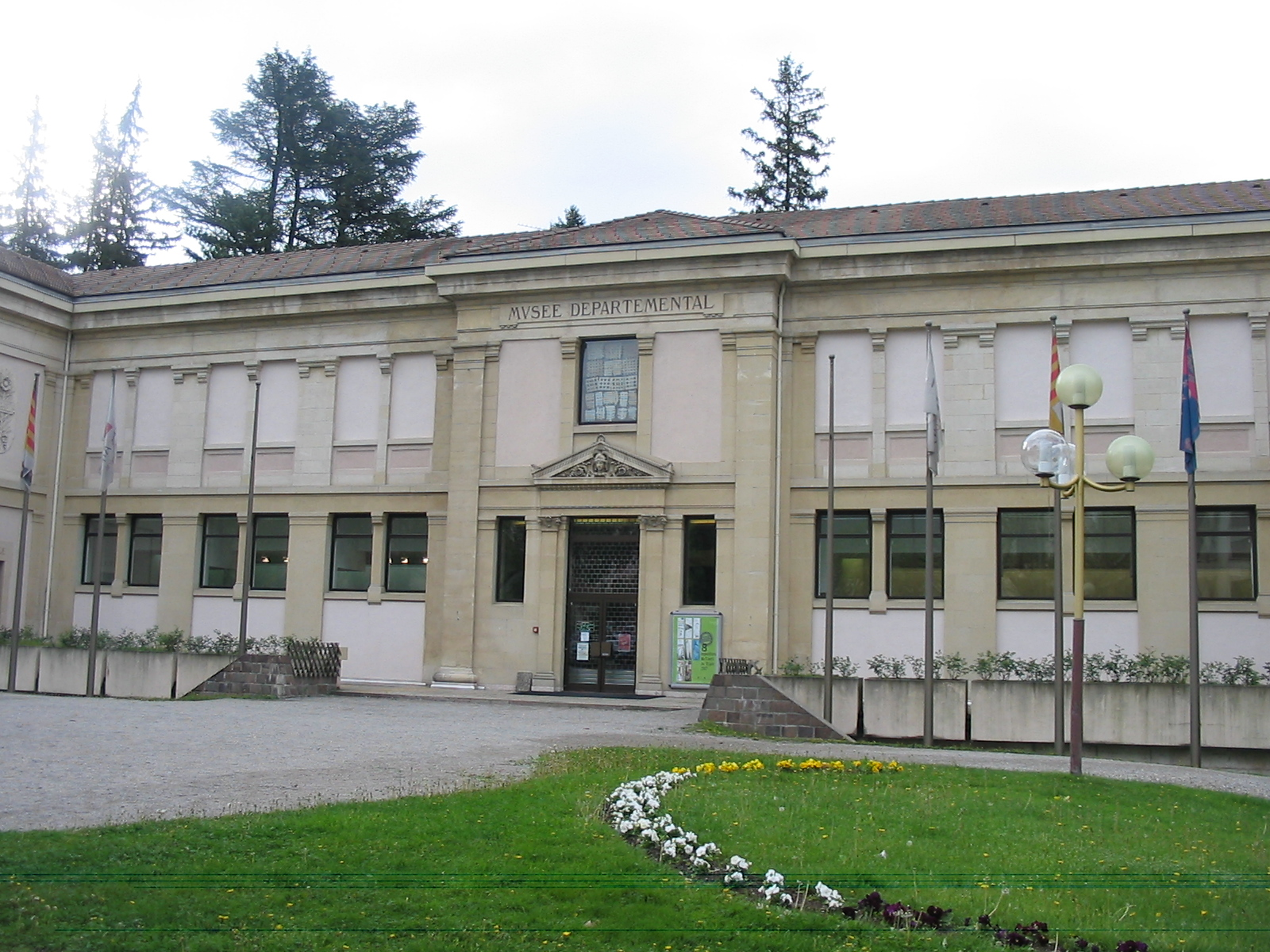
Façade du musée départemental de Gap.

Selon certains chercheurs, les Caturiges possèdent une origine commune avec des populations établies dans le Barrois (département de la Meuse), dans la vallée du Pô (Nord de l'Italie) et au sud du lac de Neuchâtel (Suisse). On estime leur installation dans la région d'Embrun dans une fourchette comprise entre 1300 et 700 av. J.-C. (fin de l'âge du bronze), même si, à cette époque, on ne parle encore que de Ligures. Une parure, exposée aujourd'hui au musée départemental de Gap et découverte à Champ-Colombe (commune de Réallon), a été découverte en 1932 à 1 300 m d'altitude. À quelques centaines de mètres, c'est une hache à talon qui a été mise au jour en 1870. Ces dépôts, contenant des centaines d'objets, sont datés de l'âge du bronze moyen et ont été étudiés par Georges de Manteyer.

### Implantation celtique

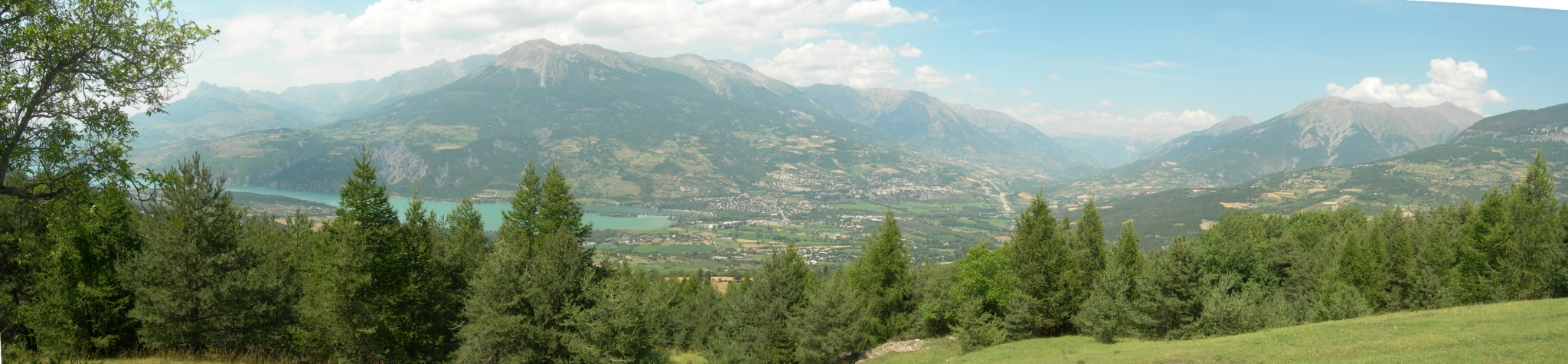
La vallée d'Embrun, lieu d'implantation des Caturiges.

À l'arrivée du premier âge du fer (700-500 av. J.-C.) sont érigés les premiers tumuli du Haut-Buëch, témoignant d'une implantation celtique. On y a retrouvé des poignards, des fibules et autres couteaux à lame de fer, notamment près de La Bâtie-Vieille (lieu-dit Chavinières). Aux alentours des Orres et de Réallon, dans l'Embrunais, ce genre de sépulture est plus récent (premier et deuxième âges du fer). Outre les sites évoqués, des découvertes liées à l'implantation celtique de cette époque ont été faites près de Savines-le-Lac, Risoul, Champcella et Châteauroux-les-Alpes.
La fusion entre les Celtes et les Ligures, donnant naissance aux Celto-Ligures, remonte probablement aux alentours des IVe – Ve siècles av. J.-C. et la langue celtique s'impose, en témoignent les noms de lieux d'origine celtique : Eburodonum (Embrun) et Caturigomagus (Chorges) par exemple. Il est possible que ces deux villes aient existé avant cette période, mais leur ancienneté se trouve confortée par leur étymologie. On trouve un autre Eburodonum dans le monde antique, il s'agit de l'ancien nom d'Yverdon, en Suisse. On peut en conclure qu'il existait des échanges dans l'arc alpin entre populations parentes. Ces noms d'origine celtique ne sont connus que sous leur forme latine.
Les Caturiges sont implantés dans la vallée de la Durance et notamment dans les vallées de Freissinières, de Réallon, des Orres, de Crévoux et dans le pays de Chorges. Ils sont entourés d'autres peuples celtiques : les Brigianii, au nord, dont le nom est à l'origine de celui de la ville de Briançon (Brigantio), les Quariates du Queyras, les Avantici, localisés dans la vallée de l'Avance et de la Luye, les Tricorii du Champsaur, les Savincates de la vallée de l'Ubaye, au sud, et les Édenates, implantés à Seyne,.

## Relations avec Rome

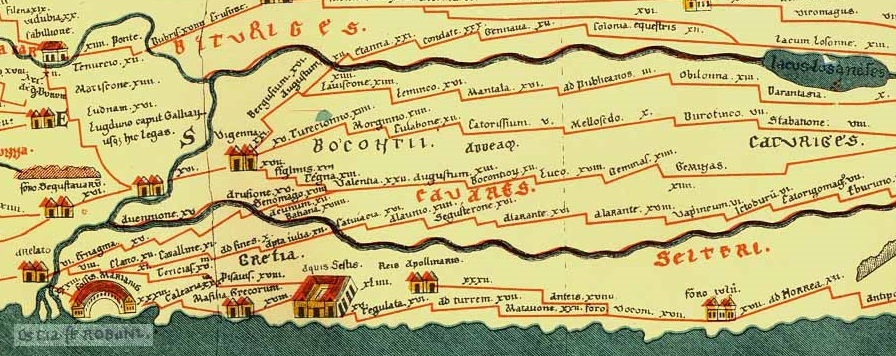
Les Caturiges, à l'est, sur la Table de Peutinger (IVe s.).

Les Caturiges nous sont connus par une mention de Jules César dans ses Commentaires sur la Guerre des Gaules, quand les Helvètes décident, en 58 av. J.-C. de gagner et s’installer sur le territoire des Santons, dans l’ouest de la Gaule. Avec les Ceutrons et les Graiocèles ils tentent de s’opposer au passage de César :
« (César) se dirige vers la Gaule ultérieure, en prenant au plus court, à travers les Alpes. Là, les Ceutrons, les Graiocèles, les Caturiges, qui avaient occupé les positions dominantes, essayent d’interdire le passage à son armée. Parti d’Océlum, qui est la dernière ville de la Gaule citérieure, il parvient en sept jours, après plusieurs combats victorieux, chez les Voconces, en Gaule ultérieure ; de là il conduit ses troupes chez les Allobroges, et des Allobroges chez les Ségusiaves. C’est le premier peuple qu’on rencontre hors de la province au-delà du Rhône. »
— Jules César, Commentaires sur la Guerre des Gaule, Livre I, 10.
Les Caturiges sont aussi mentionnés dans la Géographie de Strabon, qui les localise « sur la crête même des Alpes », avec les Ceutrons, les Véragres et les Nantuates.

### Sources
- Venceslas Kruta, Les Celtes, Histoire et Dictionnaire, Éditions Robert Laffont, coll. « Bouquins », Paris, 2000,  (ISBN 2-7028-6261-6).
- John Haywood (intr. Barry Cunliffe, trad. Colette Stévanovitch), Atlas historique des Celtes, éditions Autrement, Paris, 2002,  (ISBN 2-7467-0187-1).
- Consulter aussi la bibliographie sur les Celtes et la bibliographie de la mythologie celtique.

### Wikisource
- Jules César, Commentaires sur la Guerre des Gaules, Livre I